# Aleksandr Ditiatin
Aleksandr Nikołajewicz Ditiatin (ros. Александр Николаевич Дитятин; ur. 7 sierpnia 1957 w Leningradzie) – radziecki gimnastyk. Wielokrotny medalista olimpijski, mistrzostw świata i Europy.
W igrzyskach brał udział dwukrotnie, startował w Montrealu i Moskwie, łącznie zdobył dziesięć medali. W 1980 roku triumfował w wieloboju oraz dwóch innych konkurencjach, stawał jednak na podium we wszystkich ośmiu gimnastycznych konkurencjach. Dokonał tego jako pierwszy gimnastyk w historii igrzysk, był także pierwszym sportowcem, który zdobył aż osiem medali na jednych igrzyskach olimpijskich. Jego rekord wyrównał w 2004 roku pływak Michael Phelps. Wielokrotnie był medalistą mistrzostw świata i Europy.
Jego ojciec, Mikołaj, był weteranem II wojny światowej. Pracował jako ślusarz. Matka natomiast, Fiedosija, pracowała w fabryce. W 2004 został uhonorowany miejscem w Galerii Sław Gimnastyki.

## Starty olimpijskie
| Igrzyska                         | Miasto   | Konkurencja                 | Wynik   | Pozycja |
| -------------------------------- | -------- | --------------------------- | ------- | ------- |
| Letnie Igrzyska Olimpijskie 1976 | Montreal | Ćwiczenia na kółkach        | 19,550  |         |
| Letnie Igrzyska Olimpijskie 1976 | Montreal | Wielobój drużynowy          | 576,45  |         |
| Letnie Igrzyska Olimpijskie 1980 | Moskwa   | Ćwiczenia wolne             | 19,700  |         |
| Letnie Igrzyska Olimpijskie 1980 | Moskwa   | Wielobój indywidualny       | 118,650 |         |
| Letnie Igrzyska Olimpijskie 1980 | Moskwa   | Ćwiczenia na drążku         | 19,750  |         |
| Letnie Igrzyska Olimpijskie 1980 | Moskwa   | Wielobój drużynowy          | 589,60  |         |
| Letnie Igrzyska Olimpijskie 1980 | Moskwa   | Skok                        | 19,800  |         |
| Letnie Igrzyska Olimpijskie 1980 | Moskwa   | Ćwiczenia na poręczach      | 19,750  |         |
| Letnie Igrzyska Olimpijskie 1980 | Moskwa   | Ćwiczenia na kółkach        | 19,875  |         |
| Letnie Igrzyska Olimpijskie 1980 | Moskwa   | Ćwiczenia na koniu z łękami | 19,800  |         |